# Harmogenanina
Harmogenanina é um género de gastrópode  da família Helicarionidae.
Este género contém as seguintes espécies:
- Harmogenanina argentea
- Harmogenanina detecta
- Harmogenanina implicata
- Harmogenanina linophora
- Harmogenanina subdetecta